# Satellite Awards 2011

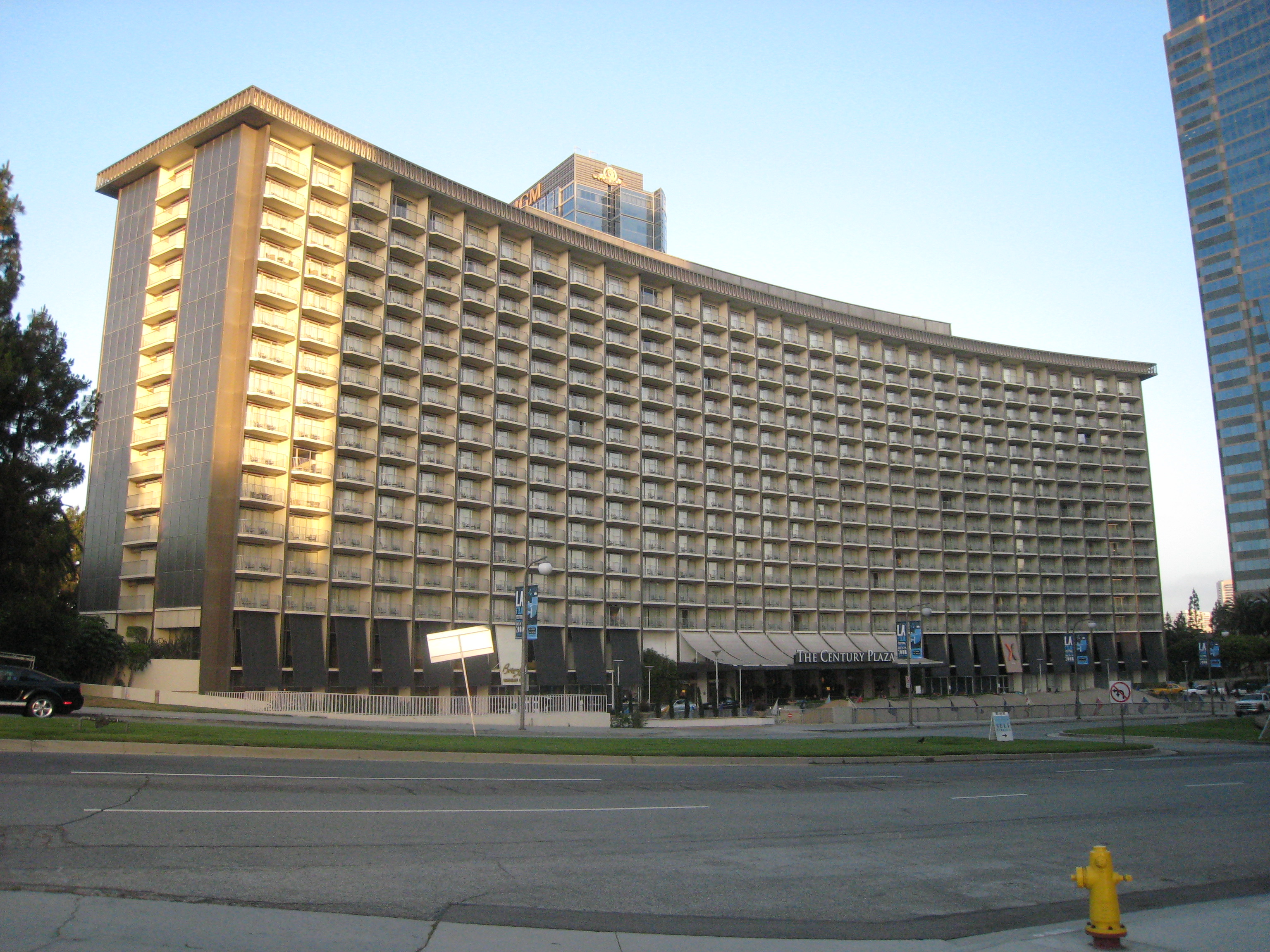
Hyatt Regency Century Plaza in Los Angeles

Die 16. Verleihung der Satellite Awards, welche die International Press Academy (IPA) jedes Jahr in verschiedenen Film- und Medienkategorien vergibt, fand am Sonntag, den 18. Dezember 2011, im Hyatt Regency Century Plaza in Los Angeles statt. Die Nominierungen wurden am 1. Dezember 2011 bekannt gegeben. Bei den 16. Satellite Awards wurden Filme und Serien des Jahres 2011 geehrt. Im Filmbereich wurde erstmals die Unterteilung in Drama und Komödien aufgehoben, während im Fernsehbereich die Kategorie „Genre-Serie“ eingeführt wurde.

## Sonderauszeichnungen
- Auteur Award (für sein umfangreiches Filmschaffen und Bücher über Filmemacher und Filmemachen) – Peter Bogdanovich
- Humanitarian Award (für wohltätige Leistungen in der Filmbranche) – Tim Hetherington
- Mary Pickford Award (für herausragende Beiträge zur Entertainment-Branche) – Mitzi Gaynor
- Tesla Award (für seine Arbeit als Filmkonservator und -historiker) – Douglas Trumbull
- Bester Erster Film (Best First Feature) – Paddy Considine für Tyrannosaur – Eine Liebesgeschichte
- Herausragende Performance in einer TV-Serie – Jessica Lange (American Horror Story)
- Karriere der herausragenden Dienste in der Entertainment-Branche – Brian Edwards

## Gewinner und Nominierte im Bereich Film
| Film                                                 | N | A |
| ---------------------------------------------------- | - | - |
| Drive                                                | 8 | 4 |
| Gefährten                                            | 8 | 1 |
| The Descendants – Familie und andere Angelegenheiten | 6 | 2 |
| The Help                                             | 6 | 2 |
| The Artist                                           | 6 | 1 |
| Shame                                                | 6 | 0 |
| Hugo Cabret                                          | 5 | 1 |
| The Tree of Life                                     | 4 | 2 |
| Albert Nobbs                                         | 4 | 1 |
| The Guard – Ein Ire sieht schwarz                    | 4 | 1 |
| Faust                                                | 4 | 0 |
| Die Kunst zu gewinnen – Moneyball                    | 4 | 0 |
| Super 8                                              | 4 | 0 |
| Wasser für die Elefanten                             | 3 | 1 |
| Dame, König, As, Spion                               | 3 | 0 |
| Harry Potter und die Heiligtümer des Todes: Teil 2   | 3 | 0 |
| Midnight in Paris                                    | 3 | 0 |
| Die Muppets                                          | 3 | 0 |
| Warrior                                              | 3 | 0 |

### Bester Film
The Descendants – Familie und andere Angelegenheiten
The Artist
Dame, König, As, Spion
Drive
Gefährten
The Help
Hugo Cabret
Die Kunst zu gewinnen – Moneyball
Midnight in Paris
Shame

### Bester Hauptdarsteller
Ryan Gosling – Drive
George Clooney – The Descendants – Familie und andere Angelegenheiten
Leonardo DiCaprio – J. Edgar
Michael Fassbender – Shame
Brendan Gleeson – The Guard – Ein Ire sieht schwarz
Tom Hardy – Warrior
Woody Harrelson – Rampart – Cop außer Kontrolle
Gary Oldman – Dame, König, As, Spion
Brad Pitt – Die Kunst zu gewinnen – Moneyball
Michael Shannon – Take Shelter – Ein Sturm zieht auf

### Beste Hauptdarstellerin
Viola Davis – The Help
Glenn Close – Albert Nobbs
Olivia Colman – Tyrannosaur – Eine Liebesgeschichte
Vera Farmiga – Higher Ground – Der Ruf nach Gott
Elizabeth Olsen – Martha Marcy May Marlene
Meryl Streep – Die Eiserne Lady
Charlize Theron – Young Adult
Emily Watson – Oranges and Sunshine
Michelle Williams – My Week with Marilyn
Michelle Yeoh – The Lady

### Bester Nebendarsteller
Albert Brooks – Drive
Kenneth Branagh – My Week with Marilyn
Colin Farrell – Kill the Boss
Jonah Hill – Die Kunst zu gewinnen – Moneyball
Viggo Mortensen – Eine dunkle Begierde
Nick Nolte – Warrior
Christopher Plummer – Beginners
Andy Serkis – Planet der Affen: Prevolution
Christoph Waltz – Der Gott des Gemetzels
Hugo Weaving – Oranges and Sunshine

### Beste Nebendarstellerin
Jessica Chastain – The Tree of Life
Elle Fanning – Super 8
Lisa Féret – Nannerl, la soeur de Mozart
Judy Greer – The Descendants – Familie und andere Angelegenheiten
Rachel McAdams – Midnight in Paris
Janet McTeer – Albert Nobbs
Carey Mulligan – Shame
Vanessa Redgrave – Coriolanus
Octavia Spencer – The Help
Kate Winslet – Der Gott des Gemetzels

### Bester Dokumentarfilm
Senna
American: The Bill Hicks Story
Die Höhle der vergessenen Träume
The Interrupters
My Perestroika
One Lucky Elephant
Pina
Project Nim
Tabloid
Under Fire: Journalists in Combat

### Bester fremdsprachiger Film
Die Geheimnisse von Lissabon (Mistérios de Lisboa), Portugal
13 Assassins (十三人の刺客), Japan/Großbritannien
Faust, Russland
Der Junge mit dem Fahrrad (Le Gamin au vélo), Belgien/Frankreich/Italien
Las Acacias, Argentinien
Le Havre, Finnland/Frankreich/Deutschland
Miss Bala, Mexiko
Nader und Simin – Eine Trennung, Iran
Nannerl, la sœur de Mozart, Frankreich
Das Turiner Pferd (A torinói ló), Ungarn

### Bester Film (Animationsfilm oder Real-/Animationsfilm)
Die Abenteuer von Tim und Struppi – Das Geheimnis der Einhorn 
Der gestiefelte Kater
Kung Fu Panda 2
Die Muppets
Rango
Rio

### Beste Regie
Nicolas Winding Refn – Drive
Tomas Alfredson – Dame, König, As, Spion
Woody Allen – Midnight in Paris
Michel Hazanavicius – The Artist
John Michael McDonagh – The Guard – Ein Ire sieht schwarz
Steve McQueen – Shame
John Michael McDonagh – The Descendants – Familie und andere Angelegenheiten
Martin Scorsese – Hugo Cabret
Steven Spielberg – Gefährten
Tate Taylor – The Help

### Bestes adaptiertes Drehbuch
Alexander Payne, Jim Rash und Nat Faxon – The Descendants – Familie und andere Angelegenheiten
Joe Cornish, Edgar Wright und Steven Moffat – Die Abenteuer von Tim und Struppi – Das Geheimnis der Einhorn
Glenn Close, John Banville und Gabriella Prekop – Albert Nobbs
Lee Hall und Richard Curtis – Gefährten
Tate Taylor – The Help
Steven Zaillian und Aaron Sorkin – Die Kunst zu gewinnen – Moneyball

### Bestes Originaldrehbuch
Terrence Malick – The Tree of Life
Michel Hazanavicius – The Artist
John Michael McDonagh – The Guard – Ein Ire sieht schwarz
René Féret – Nannerl, la soeur de Mozart
Abi Morgan und Steve McQueen – Shame
Paddy Considine – Tyrannosaur – Eine Liebesgeschichte

### Beste Filmmusik
Marco Beltrami – Soul Surfer
Cliff Martinez – Drive
Alexandre Desplat – Harry Potter und die Heiligtümer des Todes: Teil 2
Michael Giacchino – Super 8
John Williams – Gefährten
James Newton Howard – Wasser für die Elefanten

### Bester Filmsong
„Lay Your Head Down“ von Brian Byrne und Glenn Close – Albert Nobbs
„Bridge of Light“ von Alecia Moore und Billy Mann – Happy Feet 2
„Gathering Stories“ von Jónsi und Cameron Crowe – Wir kaufen einen Zoo
„Hello Hello“ von Bernie Taupin, Elton John und Stefani Germanotta – Gnomeo und Julia
„Life’s a Happy Song“ von Bret McKenzie – Die Muppets
„Man or Muppet“ von Bret McKenzie – Die Muppets

### Beste Kamera
Janusz Kamiński – Gefährten
Guillaume Schiffman – The Artist
Newton Thomas Sigel – Drive
Bruno Delbonnel – Faust
Robert Richardson – Hugo Cabret
Emmanuel Lubezki – The Tree of Life

### Beste Visuelle Effekte
Robert Legato, Ben Grossmann, Alex Henning und Adam Watkins – Hugo Cabret
Tim Burke, John Richardson, Greg Butler und David Vickery – Harry Potter und die Heiligtümer des Todes: Teil 2
Joe Letteri, Jeff Capogreco und R. Christopher White – Planet der Affen: Prevolution
Dennis Muren, Kim Libreri, Russell Earl und Paul Kavanagh – Super 8
John Frazier, Matthew E. Butler, Scott Benza und Scott Farrar – Transformers 3
Ben Morris – Gefährten

### Bester Filmschnitt
Chris Gill – The Guard – Ein Ire sieht schwarz
Kevin Tent – The Descendants – Familie und andere Angelegenheiten
Matthew Newman – Drive
Joe Walker – Shame
Michael Kahn – Gefährten
John Gilroy, Sean Albertson, Matt Chesse, Aaron Marshall – Warrior

### Bester Tonschnitt
Lon Bender, Victor Ray Ennis, Robert Fernandez, Dave Paterson und Robert Eber – Drive
Stuart Wilson, Stuart Hilliker, Mike Dowson, Adam Scrivener, James Mather – Harry Potter und die Heiligtümer des Todes: Teil 2
Andy Nelson, Anna Behlmer, Ben Burtt, Mark Ulano und Matthew Wood – Super 8
Erik Aadahl, Ethan Van der Ryn, Gary Summers, Greg P. Russell und Jeffrey J. Haboush – Transformers 3
John Pritchett – The Tree of Life
Andy Nelson, Gary Rydstrom, Richard Hymns, Stuart Wilson und Tom Johnson – Gefährten

### Bestes Szenenbild
Laurence Bennett und Gregory S. Hooper – The Artist
Sebastian T. Krawinkel und Stephan O. Gessler – Anonymus
Yelena Zhukova und Jirí Trier – Faust
Dante Ferretti und Francesca Lo Schiavo – Hugo Cabret
Isabel Branco – Die Geheimnisse von Lissabon (Mistérios de Lisboa)
Jack Fisk – Wasser für die Elefanten

### Bestes Kostümdesign
Jacqueline West – Wasser für die Elefanten
Lisy Christl – Anonymus
Mark Bridges – The Artist
Lidiya Kryukova – Faust
Michael O’Connor – Jane Eyre
Isabel Branco – Die Geheimnisse von Lissabon (Mistérios de Lisboa)

### Bestes Ensemble
The Help
Anna Camp, Jessica Chastain, Viola Davis, Nelsan Ellis, Bryce Dallas Howard, Dana Ivey, Allison Janney, Leslie Jordan, Brian Kerwin, Chris Lowell, Ahna O’Reilly, David Oyelowo, Sissy Spacek, Octavia Spencer, Mary Steenburgen, Emma Stone, Cicely Tyson, Mike Vogel

## Gewinner und Nominierte im Bereich Fernsehen
| Serie                             | N | A |
| --------------------------------- | - | - |
| Justified                         | 4 | 2 |
| Mildred Pierce                    | 4 | 2 |
| Downton Abbey                     | 4 | 0 |
| Boardwalk Empire                  | 3 | 0 |
| Community                         | 3 | 0 |
| Friday Night Lights               | 3 | 0 |
| Modern Family                     | 3 | 0 |
| Sons of Anarchy                   | 3 | 0 |
| Too Big to Fail – Die große Krise | 3 | 0 |

### Beste Fernsehserie (Drama)
Justified
Boardwalk Empire
Breaking Bad
Friday Night Lights
Sons of Anarchy
Treme

### Beste Fernsehserie (Komödie/Musical)
It’s Always Sunny in Philadelphia
The Big C
Community
Episodes
Louie
Modern Family

### Beste Genre-Serie
American Horror Story
Game of Thrones
Once Upon a Time – Es war einmal …
Torchwood
True Blood
The Walking Dead

### Beste Miniserie oder bester Fernsehfilm
Mildred Pierce
Cinema Verite – Das wahre Leben
Downton Abbey
Thurgood
Too Big to Fail – Die große Krise
Die Verschwörung – Verrat auf höchster Ebene

### Bester Darsteller in einer Serie (Drama)
Timothy Olyphant – Justified 
Steve Buscemi – Boardwalk Empire
Kyle Chandler – Friday Night Lights
Bryan Cranston – Breaking Bad
William H. Macy – Shameless
Wendell Pierce – Treme

### Beste Darstellerin in einer Serie (Drama)
Claire Danes – Homeland 
Connie Britton – Friday Night Lights
Mireille Enos – The Killing
Julianna Margulies – Good Wife
Katey Sagal – Sons of Anarchy
Eve Myles – Torchwood

### Bester Darsteller in einer Serie (Komödie/Musical)
Louis C. K. – Louie 
Martin Clunes – Doc Martin
Charlie Day – It’s Always Sunny in Philadelphia
Matt LeBlanc – Episodes
Joel McHale – Community
Elijah Wood – Wilfred

### Beste Darstellerin in einer Serie (Komödie/Musical)
Martha Plimpton – Raising Hope 
Zooey Deschanel – New Girl
Felicity Huffman – Desperate Housewives
Laura Linney – The Big C
Melissa McCarthy – Mike & Molly
Amy Poehler – Parks and Recreation

### Bester Darsteller in einer Miniserie oder einem Fernsehfilm
Jason Isaacs – Case Histories 
Hugh Bonneville – Downton Abbey
Idris Elba – Luther
Laurence Fishburne – Thurgood
William Hurt – Too Big to Fail – Die große Krise
Bill Nighy – Die Verschwörung – Verrat auf höchster Ebene

### Beste Darstellerin in einer Miniserie oder einem Fernsehfilm
Kate Winslet – Mildred Pierce 
Taraji P. Henson – Taken from Me: Hölle für eine Mutter
Diane Lane – Cinema Verite – Das wahre Leben
Jean Marsh – Upstairs, Downstairs
Elizabeth McGovern – Downton Abbey
Rachel Weisz – Die Verschwörung – Verrat auf höchster Ebene

### Bester Nebendarsteller
Ryan Hurst – Sons of Anarchy
Peter Dinklage – Game of Thrones
Ty Burrell – Modern Family
Donald Glover – Community
Walton Goggins – Justified
Neil Patrick Harris – How I Met Your Mother
Guy Pearce – Mildred Pierce
James Woods – Too Big to Fail – Die große Krise

### Beste Nebendarstellerin
Vanessa Williams – Desperate Housewives 
Michelle Forbes – The Killing
Kelly Macdonald – Boardwalk Empire
Margo Martindale – Justified
Maya Rudolph – Up All Night
Maggie Smith – Downton Abbey
Sofía Vergara – Modern Family
Evan Rachel Wood – Mildred Pierce